# Dorvillea similis
Dorvillea similis är en ringmaskart som först beskrevs av Crossland 1924.  Dorvillea similis ingår i släktet Dorvillea och familjen Dorvilleidae. Inga underarter finns listade i Catalogue of Life.